# Сутуруоха (озеро)
Сутуруоха — мелкое пресноводное озеро в Абыйском улусе Якутии, в среднем течении реки Индигирки, к западу от нее. Находится в Абыйской низменности у юго-восточных склонов Полоусного кряжа. Площадь 67,9 км². Имеет овальную форму, вытянувшись на 13 км с запада на восток. В отличие от большинства озёр региона озеро имеет ледниковое, а не карстовое происхождение. Замерзает в конце сентября, вскрывается в июне. Из озера вытекает река Сутуруоха (левый приток Индигирки). Питание снеговое и дождевое. Высота над уровнем моря — 42 м.
На берегах, сложенных песчаными отложениями, преобладает типичная растительность тундроболот субарктической зоны.
В озере обитают чир, хариус, пелядь, щука, окунь.
Код по гидрологической изученности: 217700134.